# Нагибинское сельское поселение (Омская область)
Нагибинское се́льское поселе́ние — муниципальное образование в Тюкалинском районе Омской области Российской Федерации.
Административный центр — село Нагибино.

## История
Статус и границы сельского поселения установлены Законом Омской области от 30 июля 2004 года № 548-ОЗ «О границах и статусе муниципальных образований Омской области».

## Население
| 2010 | 2011 | 2012 | 2013 | 2014 | 2015 | 2016 |
| ---- | ---- | ---- | ---- | ---- | ---- | ---- |
| 872  | ↘869 | ↘834 | ↘812 | ↘801 | ↘768 | ↘750 |
| 2017 | 2018 | 2019 | 2020 | 2021 | 2023 |      |
| →750 | ↘723 | ↘693 | ↘692 | ↘528 | ↘507 |      |

## Состав сельского поселения
| № | Населённый пункт | Тип населённого пункта       | Население |
| - | ---------------- | ---------------------------- | --------- |
| 1 | Глебовка         | деревня                      | ↘27       |
| 2 | Нагибино         | село, административный центр | ↘711      |
| 3 | Новосолдатка     | деревня                      | ↘58       |
| 4 | Орловка          | деревня                      | ↘74       |
| 5 | Чистое           | деревня                      | ↘2        |